# Nadine Gottmann
Nadine Gottmann (* 1985 in Friedrichshafen) ist eine deutsche Drehbuchautorin und Podcasterin.

## Leben
Gottmann wuchs in Baden-Württemberg auf. Von 2005 bis 2010 studierte sie Germanistik, Philosophie, Theater-, Film- und Fernsehwissenschaften an der Universität zu Köln und schloss mit dem Magister ab. Im Anschluss absolvierte sie eine Diplomstudium für Drehbuch und Dramaturgie an der Filmuniversität Babelsberg Konrad Wolf.
Ihr Diplomfilm Wir sind die Flut hatte 2016 Premiere auf der 61. Berlinale in der Sektion Perspektive Deutsches Kino und gewann einen Publikumspreis auf dem Torino Film Festival.
In ihrem Podcast Are the kids asleep? diskutierte Gottmann von 2020 bis Anfang 2024 mit ihrem Partner Sebastian Hilger über aktuelle Filme und Serien unter kulturwissenschaftlichen Aspekten, zum Teil auch mit ehemaligen Kollegen Hilgers aus dessen Schaffenszeit als Fernsehregisseur. Der Name des Podcast resultiert daraus, dass Gottmann und Hilgers die Podcastfolgen einsprachen, nachdem sie ihre gemeinsamen Kinder zu Bett gebracht hatten.
2024 wurde die von Gottmann, Hilger und Zimmermann entwickelte Serie Das Signal auf Netflix veröffentlicht.

## Filmographie (Auswahl)
- 2013: Wechselspiel
- 2016: Wir sind die Flut
- 2017: Familie ist kein Wunschkonzert
- 2020: Karla, Rosalie und das Loch in der Wand
- 2021–2023: Das Signal
- 2024: Echt Friends
- 2024: Die Häschenschule – Legende vom Goldenen Ei
- 2025: Eine bessere Welt